# Porto Viro
Porto Viro is een gemeente in de Italiaanse provincie Rovigo (regio Veneto) en telt 14.449 inwoners (31-12-2004). De oppervlakte bedraagt 133,3 km², de bevolkingsdichtheid is 108 inwoners per km². De gemeente is in 1995 gevormd door de fusie van de voormalige gemeenten Contarina en Donada.

## Demografie
Porto Viro telt ongeveer 5471 huishoudens. Het aantal inwoners steeg in de periode 1991-2001 met 2,0% volgens cijfers uit de tienjaarlijkse volkstellingen van ISTAT.
| Jaar | Inwoneraantal |
| ---- | ------------- |
| 1991 | 14.111        |
| 2001 | 14.399        |

## Geografie
Porto Viro grenst aan de volgende gemeenten: Loreo, Porto Tolle, Rosolina, Taglio di Po.